# 张越 (1961年6月)
张越（1961年6月—），山东广饶人，中华人民共和国政治人物。中共中央党校函授学院在职研究生班法律专业毕业，中共中央党校在职研究生学历，中国科学院管理学硕士学位，助理研究员。曾任中共河北省委常委、政法委书记。2016年4月16日，中央纪委监察部网站公布，张越涉嫌严重违纪，接受组织调查，是为中共十八大以来第二位被查的省级政法委书记。

## 生平

### 仕途
1979年10月参加工作，1984年11月加入中国共产党。历任北京市公安学校学员，北京市公安局宣武分局民警，北京市公安局北京站地区分局审查科民警、副科长，北京市公安局一处副科级干部、五科副科长， 北京市公安局一处非法组织侦察处副处长，北京市公安局一处副处长、处长，北京市公安局局长助理、国内安全保卫处处长，北京市公安局局长助理、国内安全保卫总队总队长等职。2001年4月任北京市公安局副局长、党委委员。2003年11月转任公安部二十六局（即公安部610办公室）局长。
2007年12月，改任河北省公安厅党委书记，次年1月任河北省长助理，省公安厅厅长、党委书记。2008年6月，任中共河北省委政法委书记，省公安厅厅长、党委书记。2008年12月，升任中共河北省委常委、政法委书记，省公安厅厅长、党委书记。2013年9月，不再担任河北省公安厅厅长。2015年3月，不再兼任河北省公安厅党委书记。

### 落马
2016年4月16日，中纪委网站宣布，张越因涉嫌严重违纪，接受组织调查。
2016年7月28日，被中共中央纪委依据《中国共产党纪律处分条例》等有关规定，经中央纪委常委会议审议并报中共中央批准，决定给予张越开除党籍、开除公职处分；收缴其违纪所得；将其涉嫌犯罪问题、线索及所涉款物移送司法机关依法处理。
2016年8月9日，最高人民检察院宣布，依法对张越立案侦查。
2017年4月7日，被最高人民检察院依法提起公诉。
2017年4月20日，江苏省常州市中级人民法院一审公开开庭审理张越受贿案，检察机关指控，张越利用职务便利，为他人提供好处，收受贿赂共计折合人民币1.57885亿元。张越当庭表示认罪悔罪。
2018年7月12日，江苏省常州市中级人民法院公开宣判张越受贿案，经审理查明：2008年至2016年，被告人张越利用担任中共河北省公安厅党委书记、河北省公安厅厅长、中共河北省委常委、政法委书记等职务上的便利，为有关单位和个人在土地开发、工程承揽、案件处理及职务晋升等事项上谋取利益，直接或者通过特定关系人收受他人财物共计折合人民币1.569亿余元。对被告人张越以受贿罪判处有期徒刑十五年，并处罚金人民币五百万元。对张越受贿所得财物及其孳息予以追缴，上缴国库。张越当庭表示服从判决，不上诉。

## 争议
河北省公安厅一名中层干部称，张越私下里比较骄横跋扈，说话比较没水平，常骂人，给人的感觉并不像领导干部，河北很多人都敢怒不敢言。由于他口碑很差，在河北拿下多只大老虎后，当地坊间仍有议论：张越不倒，反腐未已。2014年以来，河北官场一直在传张越出事，好多人开始远离他，连“司机都不太愿意给他开车了。”
据媒体报道，张越在担任北京市公安局国内保卫总队队长期间通过任职于中央电视台的第二任妻子孟莉（曾主持一套《人民子弟兵》、二套《商务电视》、二套《经济与法》等栏目）攀附上周永康（周永康的第二任妻子贾晓烨曾是孟莉在中央电视台财经频道的同事，关系非常要好），实现了从副厅级干部跨至副省级高官的快速升迁；他还与已经落马的原国安部副部长马建联手，动用公检法和安全部门的力量，对竞争对手或合作伙伴进行豪夺、构陷、勒索，加上戴相龙女婿车峰的暗中助力，最终帮助北京著名地产项目盘古大观实际拥有者、政泉控股实际控制人郭文贵（郭最早通过原公安部一局副局长林强认识张越）低价收购民族证券，从而鲸吞上百亿国资。他与周本顺、景春华私交甚密，从2014年就多次被中央纪委人员带走问话。张越是继梁滨、景春华、周本顺后，中共十八大以来第四位落马的中共河北省委常委。河北也成为继山西（同为四名省委常委被查）后，第二个出现塌方性腐败的省份。
另据《第一财经日报》报道，张越被调查，或与其利用权力帮助郭文贵清扫宿敌、北京中垠投资有限公司(下称“中垠投资”)原实际控制人曲龙有密切关联。曲龙作为郭文贵曾经的“第一马仔”，因实名举报郭文贵侵吞国有资产，而被张越“干预”，通过河北政法系统有关单位以“职务侵占”罪对曲定刑。2011年3月31日，在北京东四环某酒店内，张越的手下、郭文贵的保镖以及国家安全部原副部长马建下属等一行十几人，将曲龙所乘车辆围堵，并暴力砸车，以“非法持有枪支”罪名将其异地抓捕到河北承德公安局。曲龙被抓捕，距离郭文贵收购北京首都机场股份持有的民族证券股权仅一天之隔。当年4月1日，郭文贵顺利办理了民族证券控股权的受让手续。郭文贵为防止曲龙这一知晓内情的人对其收购民族证券构成威胁或导致功亏一篑，才指使张越、马建等派人抓捕曲龙。曲龙最终被判处十五年有期徒刑，剥夺政治权利五年，并没收个人全部财产。张越跟郭文贵的关系更是非常奇特，张越在郭文贵的面前就像一个随从。原北大方正CEO李友与郭文贵交恶之前，有一次李友在郭文贵办公室，后者为了炫耀自己的实力，对李友说，我让张越2个小时赶来，他绝不敢迟到。而2个小时之内，张越果然从河北赶到郭的办公室。“一进门郭坐在办公桌前身子都没有抬一下，对李友介绍说这就是河北政法委书记张越，然后对张越说，你就在那个椅子上坐吧。那把椅子就在门边，而客人坐的沙发还空着，张越就在门口的椅子上坐下了。据说李友当时彻底被震撼了。”
此外，据網易报道，張越一直通過半公開出售護照和單程證牟利，每本价格为约150萬至200萬港元。

### 干扰聂树斌案
据媒体报道，轰动全国的聂树斌案之所以十年未能翻案，也可以看到张越干涉的痕迹。2005年，王书金承认自己为1995年被判死刑的聂树斌案的真凶，当时的中共河北省委政法委因“一案两凶”组成工作组，对聂树斌案进行重新调查，承诺尽快公布调查结果，然而直到2008年6月张越担任中共河北省委政法委书记后也未能兑现。2013年9月，河北省高级人民法院（下称河北省高院）二审裁定王书金非聂树斌案真凶，驳回王书金上诉、维持原判。据王书金的辩护律师朱爱民回忆，在2013年二审期间，中共河北省委政法委的一个工作组非法介入该案核查，将王书金非法外提，劝王书金“别蹚聂树斌案的浑水”，如果照办会给王书金被抓前的同居女友和孩子办低保。在遭到拒绝后，工作组人员进行了刑讯逼供，“在卫生间用木板抽打王书金的脚心，在讯问室的铁椅子上让王书金坐了半个月之久”。2014年12月12日，最高人民法院指令山东省高级人民法院（下称山东省高院）对聂树斌案进行复查，开启了中国异地复审的先河。2015年9月16日，山东省高院对外宣布，聂树斌案因案情复杂，经最高人民法院批准，再次延长聂树斌案复查期限三个月。据知情人士回忆，河北省政法系统个别人士在配合复查时依然态度强硬，称“这个案子就别想翻”。